# Densynit
Densynit – macerał węgla brunatnego powstały z atrynitu na skutek pozaciskania por pomiędzy cząsteczkami pod wpływem ciśnienia nadkładu. Jest mniej porowaty, ma kształt nieregularny i w jego obrębie mogą występować inne macerały np. inertodetrynit.